# Sidokan
Sidokan is een bestuurslaag in het regentschap Padang Lawas van de provincie Noord-Sumatra, Indonesië. Sidokan telt 127 inwoners (volkstelling 2010).